# 貽穀
貽穀（1856年—1926年），亦貽谷，原名吉昌，字藹人或靄人，烏雅氏，滿洲鑲黃旗人，清末政治人物。貽穀乃清末重臣榮祿門下，積極謀劃應對義和團運動、戊戌变法、己亥建储。貽穀亦作媒人，參與慈禧指婚榮祿之女，即溥仪生母。光緒二十六年，授兵部左侍郎加一級、從一品榮祿大夫。同年，八國聯軍入京，追随慈禧太后、光緒帝至西安。光緒二十八年，授欽差大臣，特加理藩院尚書銜，督辦蒙旗墾務。二十九年，接替孝和睿皇后弟和世泰之曾孫一等承恩侯信恪，任綏遠將軍，兼欽命督辦蒙旗墾務大臣、理藩院尚書衔。直、晉、秦、隴、長城、河套，凡數千里，皆归貽穀节制，統籌全局，權傾北疆，封疆大吏。貽穀積極建立墾務局、新式學堂、公司、軍隊、醫院等。光緒三十年，累升至正一品光祿大夫、建威將軍。光緒三十四年，一品大員貽穀受誣革職，案拖延三年不決。宣统三年，詔判遣戍川邊，因辛亥革命，北返改易州安置。民國初，舊僚懷其功德，上書總統徐世昌平反，北洋政府予以嘉獎。民國十五年，遜帝溥儀聞其去世，特頒上諭悼念，入吉林先哲祠（即北京地安门原额勒登保褒忠祠基础上重建）。

## 生平
貽穀，滿洲镶黃旗，原名吉昌，烏雅氏，原籍吉林伊通州。少年時便才華橫溢，族人皆稱贊。光緒元年舉人，中舉後在兵部任職，因辦理海軍洋務事宜出力較多，升任員外郎。光緒十八年中進士，同年五月，改翰林院庶吉士。光緒二十年四月，散館，授翰林院編修、功臣館纂修編修、文淵閣校理、日講起居注官、少詹事，累遷內閣學士兼禮部侍郎銜、兼新設軍務處提調。光緒二十六年，八國聯軍入京，兩宮西幸，貽穀追至宣化，流涕入對，隨扈西安。授兵部左侍郎，屢召詢時政，直言無隱，上皆嘉納。八國聯軍要求清廷懲處，名單原列有貽穀及其兄盛京副都統晉昌，榮祿求孝欽刪去貽穀名。貽穀兄晉昌抗俄有功，孝欽欲保全之，但因俄人堅持懲處，最後名義上革職遣戍，實則秘密將其發往成都由總督錫良安置，並將其子鐘穎升職。翌年，貽穀扈駕還京，充國史館副總裁、鑲藍旗蒙古副都統。受命為首任督辦蒙旗墾務大臣。督墾直、晉、秦、隴、長城、河套等地。開墾蒙邊最早始於山西巡撫張之洞，但遭遇諸多王公大臣反對而放棄。此次清廷下決心開墾蒙旗土地，特賜貽穀理藩部尚書銜，以節制秦、晉、隴沿邊各廳州縣。光緒二十九年，再授綏遠城將軍兼理藩部尚書銜、欽差墾務大臣，正一品，事權始歸一，權傾北疆。綏遠將軍一職殊榮本在總督巡撫之上，加欽差大臣和尚書銜亦可節制山西等地巡撫。根據中國第一歷史檔案館檔案：光緒三十年，太后恩賞貽穀祖母御筆匾額、紫檀三鑲玉如意、大卷江綢袍褂料等物。光緒三十二年，恩賞藍色、駝色、絳色、石青江綢四端，製成一品之衣，賜比三公之服。三十三年，慈禧太后萬壽再恩賞綢緞，謝恩子侄補授郎中。光緒三十年至三十四年，六次恩賞御筆福壽書法。
貽穀在任欽差墾務大臣七年間，開墾農田，大興水利，設立墾務局、東路公司，修通長濟、永濟兩渠，疏濬塔布河、五加河等河道。墾放十多萬頃，東西二千餘里。創設陸軍，置槍砲器械，築營壘，興警察，立武備陸軍學校及中小蒙學校數十所，創立工藝局、婦女工廠。送學生出國留學，或往北洋學堂肄業，為近代開墾邊疆第一人。因積極開墾，得罪大多蒙古王公貴族，但造福於百姓。定親王溥煦次女郡主嫁給蒙古多羅貝勒札那嘎爾迪之子拉蘇倫多爾濟，則始终支持貽穀開墾。
光緒三十四年，綏遠將軍任上，貽穀欲参革下屬归化城副都統文哲琿侵吞庫款，反遭文哲琿先行上奏誣陷其婪贓，孝欽大怒。大學士軍機大臣鹿傳霖借機自請嚴審貽穀。《榮祿存劄》及清人所著《貽案始末記》可確定鹿傳霖、鹿傳霖親戚張曾敭、樊增祥三人與貽穀有宿怨（鹿、張兩人分別是張之洞姐夫和侄孫）。《榮祿存劄》中，貽穀的盟弟岑春煊，曾寫信給榮祿，擔心貽穀推薦的開墾蒙旗官員，會受到仁和相國王文韶、定興尚書鹿傳霖阻擾，所以向榮祿求助。光緒三十三年，張曾敭任山西巡撫時，受正一品欽差大臣綏遠將軍貽穀節制，張不服，遂托病辭官。另外，清人著《貽案始末記》詳細記載樊增祥、貽穀、陳夔龍三人皆曾投靠榮祿門下，因貽穀受寵，樊增祥受冷落而生怨，陳夔龍為兩人調停無果。不久貽案發，鹿、張、樊三人配合定罪貽穀，奏其貪贓兩百多萬兩、巧立公司、敗壞邊局、蒙民怨恨、擅杀台吉丹丕爾諸罪。鹿傳霖參奏貽穀的罪行遠超出當初文哲輝誣陷貽穀的罪狀。孝欽盛怒，褫職，逮京問罪。貽穀家族和皇室慶親王奕劻、監國載灃及榮祿家族關系深厚。貽穀姑父為京劇富連成創始人牛子厚。北京廣德樓戲園曾為貽穀房產，為慈禧唱戲的王瑤卿、俞菊笙、果湘林（郭祥林、果香菱）、楊小樓、田際雲皆出入其家，積極為其疏通上层關系。如，鹿傳霖審理此案時，慶親王為幫助貽穀，奏添貽穀姻親紹英跟隨鹿傳霖辦理。貽穀家人運作，通過梨園伶人果湘林、田際雲和法部尚書廷傑家人李範氏（画师李菊侪之母）聯絡上，貽穀子侄又和軍機大臣那桐女兒女婿聯絡上。廷傑乃那桐親家，那桐女兒哭求為貽說請。那桐指使御史瑞賢為貽化險為夷。其實，那桐本来與貽穀關系就好。貽穀案發前，《那桐日記》中就記載他與貽藹人乃友人，數次相聚。法部尚書廷傑以該案證據不足，沒查得貽穀所奏貪款兩百萬兩，只有四萬兩，發回重審。貽穀子鐘崙（鐘誌謹）為翻案，亦經吉林將軍希元之子世哲生（亦世樞，慶親王奕劻女婿世梁的親堂兄，清末世袭侯爵，民国北京著名票友，喜戲曲，曾拜楊小樓為師），將廣德樓轉贈予伶人果湘林、俞菊笙。俞菊笙弟子楊小樓乃慈禧、溥儀生母最青睐之伶人。貽穀家人不断運作，在北京等地散發冤案傳單，分發給各地總督，並與報社人士如王國維等聯絡登報申冤，有貽穀被押時和王國維通信存世。貽穀家人最後反將鹿傳霖手下辦理貽穀案的王憲章扳倒處死，押解王憲章赴刑的正是貽穀之子鐘崙，鐘崙痛呼為其父報仇。滿臣貽穀一方和漢相鹿傳霖、張之洞一方相持不下。軍機大臣中，漢人僅居其二，其中鹿傳霖因貽穀案、王憲章案而郁郁有退志，已告病假；張之洞亦因病請假。案件拖延三年，成為清末一大悬案。贻穀案不僅在中國第一歷史檔案館有單獨全宗，而且在內蒙古自治區檔案館，貽案及墾務檔案也是鎮館之寶。最後，軍機大臣鹿傳霖病逝，此案才得以了結。監國載灃欲保全貽穀，便由原来的死罪詔改譴戍新疆，再減輕改戍川邊，最後改易州安置。宣統三年，貽穀遣戍四川前，在保定宴請百官，晚生譚延闿為其送行，行至湖北，因武昌起事，貽穀友直隸總督陳夔龍奏請停止前行，北返，改易州安置，投靠在易州有田產的前大學士徐桐第八子。
貽穀居易州白羊村，效忠前清，十多年務農，拒絕出山為官。國變後，嘗自嘆曰：昔姜埰譴戍宣城衛，自號‘宣城老兵’。
民國初，晉邊官紳懷戀其功勞美德，舊僚岑春煊上書為其平反。民國十年，總統徐世昌派綏遠都統馬福祥查明貽穀被冤，其墾荒治綏有功無過，宜褒揚彰公道，由內務部褒揚。貽穀為近代開墾邊疆第一人，他積極開墾蒙古土地、建立新式學堂、軍隊、公司、医院等。北洋政府予以褒獎，總統徐世昌向貽穀頒發了一塊“耆英望重”金字匾額。1926年，宣統帝溥儀早已被馮玉祥逐出紫禁城，在天津聞貽穀去世，貽穀乃其父母曾经媒人，溥儀頒布上諭一道，深悼之。“諭旨一道：宣統十八年六月十一日，奉上諭駐津辦事處代奏，遣戍大員病故，懇恩賜恤一摺，前綏遠城將軍貽穀，由翰林起家，荐擢卿貳，宣力有年，克勤厥職，前在將軍任內，辦理墾務，因案遣戍，安置易州，世變迭經，艱貞彌勵，茲聞溘逝，悼惜良深，所有任內一切處分，著加恩悉予開復，用示篤念舊臣之至意，欽此！” 遂葬易州白羊村。 貽穀兄晉昌曾經的部下徐鼐霖在北京建吉林先哲祠，為其題名記：“清封正一品建威將軍、綏遠將軍、藹人公諱貽穀入吉林先哲祠”。馮其利在《京郊清墓探尋》里有將軍貽穀墓介紹。

## 著作
《綏遠奏議》、《墾務奏議》、《蒙墾陳述供狀》、《蒙墾續供》、《綏遠誌》、《归绥道志》、《土默特旗誌》、《準噶爾墾務奏稿》、《貽藹人將軍書》、北京琉璃廠論古齋匾額等。

## 家族關聯
- 始祖：納穆章（亦納木章），世居德爾吉穆湖地方，明朝女真建州衛都督，《明神宗實錄》：萬歷二十五年，建州等衛夷人都督、都指揮舒爾哈齊（努爾哈赤弟）等一百員名、納木章等一百員名，俱赴京朝貢，賜宴如例；
- 九世祖：莽色，納穆章之孫，由佐領随多羅饒余郡王阿巴泰率兵過北京赴山東攻打東阿县，无雲梯第二登城克之，後破流賊張獻忠，征四川，屡著戰功授雲騎尉；
- 八世祖：瑪爾漢，工部郎中改吉林協領，恩召加至世襲騎都尉、誥封武顯將軍；
- 太高祖：倉官烏德保，倉官烏德保族兄乃正二品護軍統領溫普、亦溫布，康熙末雍正朝初年羹堯曾令護軍統領溫普進駐四川理塘，增設打箭爐至理塘驛站，增設四川駐防兵；烏德保族弟乃頭等侍衛博克巴圖魯老格，乾隆二十三年隨將軍富德、兆惠征西域，列紫光閣五十功臣。後升副都統，乾隆二十七年犯事革職；
- 外曾祖父：頭品頂戴寧古塔副都統、署理盛京將軍和福，庫雅拉恒奇勒(恒吉哩、亨奇勒)氏，後改赫氏，滿洲正白旗；
- 祖父：慶福（1806-？），道光丁酉科舉人、國子監博士，和于淩雲捐建吉林第一所書院種榆書院及吉林崇文書院。慶福堂兄弟興福為安徽巡撫蔣文慶姻親；成福，歷任安徽桐城等地知縣，後升安慶知府、冀州直隸知州、易州知州；慶福族弟慶雲，欽賜二品頂戴戶司掌關防副都統銜三次記名副都花翎協領管理西路馹站監督，慶雲曾署理成都副都統、吉林副都統；
- 二太爷：榮祿（貽穀最初進京拜於宗室盛昱門下而依附榮祿，盛昱乃榮祿最篤友，以榮行輩高，呼其二叔，貽穀随盛昱稱榮祿二太爺，貽穀母和榮祿原聘未娶之妻祖上同旗同来源地）；
- 父：錫恩，直隸州州判、候選員外郎，其家族园子在吉林叫“錫家园子“或”錫家胡同“；
- 母：庫雅拉恒奇勒(恒吉哩、亨奇勒)氏，後改赫氏，滿洲正白旗人，頭品頂戴乾清門頭等侍衛伊犁參贊大臣賞穿黃馬褂開明阿（凯明阿）親侄女、吉林協領都明阿之女，開明阿（凯明阿）曾與林則徐交好。貽穀母族内另有吉林佐領烏淩額，為平定回疆四十四功臣，繪圖紫光閣功臣像，賜博啟巴圖魯，後升墨爾根副都統。貽穀母親的叔伯開明阿、烏淩額皆曾跟隨那彦成。貽穀母家同旗並祖上同来源還有榮祿原聘之妻，庫雅拉氏，江寧將軍蘇布通阿之女，未娶即逝。
- 姑：烏雅氏，為培養梅蘭芳的京劇科班富連成創辦人牛子厚正妻，乌雅氏亦為慈安太后侄女。烏雅氏和牛子厚之長女牛淑烈為盛京將軍依克唐阿孫媳，小女牛淑章為大臣熙洽之媳，孫女牛立品為大臣孫其昌媳，另一孫女牛立志，延安時任董必武俄文秘書，夫任建新，曾任最高人民法院院長和全國政協副主席；
- 伯叔：錫麟（锡林，咸丰七年六品军功披甲从征安徽桐城和太平天国作战阵亡，授世襲雲騎尉。弟锡智袭，锡智后亦从征阵亡，侄景昌袭）；錫智（花翎委参领，同治七年从征直隶吴桥县和捻军作战阵亡，子荫昌世袭云骑尉)；錫純，同治六年丁卯科舉人，吏部文選司員外郎；錫泰，太學生、闲散，對貽穀有養育之恩，其女为敬懿皇贵妃下官女子；族伯文光，同治進士，四川按察使、代辦陜西巡撫、護理四川總督、新疆布政使；文祺，呼蘭厅理事同知；另外還有叔伯多人；
- 兄弟：胞兄盛京副都統、清末育字、仁字軍統領、署理盛京将军晉昌，將軍依克唐阿門下，愛國將領，甲午戰日人有功，庚子毀俄人鐵路八百里，戰於海城，月余敵兵不能過，尚同治帝族妹，因附義和團遣戍川邊，四川總督錫良奏改成都安置；胞弟峻昌承族叔雲騎尉烏什杭阿嗣袭祖父骁骑校委参领隆德爵位，授伊犁察哈爾領隊大臣副都統銜，病辞回吉林後，署理吉林將軍達桂改委記名副都統峻昌主管吉林大學堂學務。民國後峻昌為吉林紳董公所）參議員，獲民國政府褒獎令；從堂弟清末陸軍大臣蔭昌；姻弟進士、官宗室教習張光鼐；内弟偽滿通化省省长张书翰（亦张筱齋）；舍親綏蘭海兵備道松毓，民國後亦為吉林紳董公所參議員；
- 義姐妹：瓜爾佳幼蘭(清帝溥仪之母，貽穀作其冰媒）；定親王溥煦次女郡主（配蒙古多羅貝勒札那嘎爾迪之子拉蘇倫多爾濟，大力支持貽穀開墾）；
- 子侄：長子鐘崙，頭品蔭生，陸軍貴胄學堂學員，升吏部考功司郎中花翎三品銜,撰《家君蔼人公事略》；侄：鍾華，晋昌子，盛京户部员外郎；鐘岳（亦鐘志谨），晋昌之子，頭品蔭生，為光緒十九年舉人，清末吏部文選司郎中，民國初任吉林省公署高等顧問，民國十七年，萬茂森和士紳鐘岳、陸軍團長王紹南倡辦電燈廠，鐘岳納妾天津名歌妓桂二寶。溥儀婉容回東北成立滿洲國時，由熙洽提名鐘岳為吉林滿洲舊臣迎鑾團團長；另一侄鐘穎（晉昌子，譜名鐘瀛）為民國首任駐藏辦事長官，民國初反袁被殺；侄鐘鎬,峻昌之子，光緒末捐自家田地建吉林大學堂（北華大學前身），清廷獎鐘鎬候補知府。後同程德全之子程世模留學俄聖彼得堡，入学俄国陆军马队学堂毕业回国，后在俄国因欲非礼程德全子媳，被程德全子媳开枪自卫杀死。鍾莘，峻昌之子，袭雲騎尉。貽穀子侄鐘崙、鐘岳受吏部尚書陸潤痒、吏部左侍郎陳邦瑞倚重。鐘岳孙子为名中医吴定寰（其岳父为京城正骨专家夏锡五）。陳邦瑞曾免租住在貽穀宅。貽穀案發，陳邦瑞感恩，為其出力；
- 世交、姻親或好友：世叔于蔭霖、依克唐阿、齐耀琳、齐忠甲、紹英、熙洽、孫其昌、程德全、寶熙、岑春煊、陳邦瑞、举人同年陳夔龍,、孫寶琦、將軍壽山、总督升允、锡良、駐藏大臣有泰、左紹佐、同年李雲慶、秦望澜、吉林松毓、牛子厚家族；貽穀家丁孟昭發為其叔錫泰妻孟氏家人；貽穀家亦與宮廷伶人俞菊笙、楊小樓、田際雲、果湘林等熟識；貽穀民國初投靠徐家居於易州白楊村，因其友大學士徐桐的六子徐仁昭、八子徐忠昭在易州白楊村有房產，其管家張雪樵（張學喬）。1908年《大公報》刊登的貽穀案有望平反中提及貽穀和慶親王亦有姻親。貽穀兄晉昌女婿为成多禄姊之子候补知府海珠。
- 老师：满大學士榮祿、徐桐、軍機大臣剛毅、宗室盛昱、莊親王、慶親王、崇綺等。榮祿、剛毅兩人先後任兵部尚書時，貽穀為其副手任兵部左侍郎；
- 政敌：多為漢臣，如漢大學士王文韶、張之洞、鹿傳霖及其親信張曾敭、樊增祥、張蔭桓。貽穀案發後，軍機大臣中慶王奕劻、攝政王載灃、那桐皆力挺貽穀，欲保全之，載灃侍从张翼更是和貽穀子钟仑关系好；張之洞、鹿傳霖、袁世凱主張重罰，不能革職了事；戴鴻慈和徐世昌則保持中立。法部尚書廷傑支持貽穀，廷傑去世後署法部尚書葛寶華與貽亦有交情，不願審理貽案
- 學生：郭則沄、左紹佐長子左树珍、张同皋等

## 貽穀宅邸
貽穀及其家屬擁有房產宅邸頗多，分布在吉林、北京、河北易縣。《貽案始末記》提到北京的貽穀房產以王府井的小甜水井胡同（後並入大紗帽胡同）為主，以椿樹胡同（今更名柏樹胡同）、東廠胡同為次（榮祿後來購得東廠胡同瑞麟宅，貽穀為了離其近，亦購得此处宅一處）。 《道咸以来朝野杂记》：大紗帽胡同路北的貽穀宅邸原来是一等威勇公府，始公長齡，中堂有道光御賜「平格功成」匾，光緒年間廖壽恒尚書曾寓此，長齡後人成德、成瑞售出，歸綏遠城將軍貽穀。貽穀外放綏遠將軍時，將一半分給浙江寧波人吏部侍郎陳邦瑞免費租住。貽穀宅鄰居有寧波會館、慈溪試館、侍郎寶熙宅、郵傳部尚書陳璧宅。此處几所宅邸，解放後成為人民日報社舊址。另外，貽在京亦曾購有好友陳夔龍舊居。貽穀家人曾擁有北京廣德樓。《北京市宣武區誌》記載：廣德樓房東鐘誌謹（即鐘崙），乃綏遠將軍貽穀之子。名武生俞菊笙亦為股東之一。鐘誌謹與紅私坊果香菱（即果湘林，四大名旦程硯秋岳父）相友善，故以前臺股份相贈。後鐘誌謹因（父貽穀）事被刑部拿問,房產押於施侯府中,限滿作抵。後由著名票友,施侯之弟世哲生出面,以一萬八千銀元賣給果香菱。世哲生即世樞，世襲侯爵，清末吉林將軍希元之子，母愛新覺羅氏。此外，貽穀和兄弟晋昌峻昌、亲戚牛子厚在吉林最繁華的北大街有房產。1905年，將自置省城外密什哈柳樹河兩處熟地二千畝連房屋水井，全部捐獻崇文書院擴建吉林學堂，成為吉林規模最大的書院，即今北華大學。貽穀從堂弟蔭昌住定安門。清末民初，貽穀被貶易縣安置，主要因其友大學士徐桐之子在易縣有地產。

## 友人贈詩
- 譚延闿己酉保定別貽藹人戍四川：辛苦三年別,艱難再見時。主恩終浩蕩,臣職本危疑。道在身何病,名存事可悲。籌邊他日計,應動九重思。憶昔趨庭日,曾聞國士稱。匆匆成隔世,惻側念中興。生死交餘幾,安危要有憑。臨歧漫沾灑,回首即觚棱。定有觚棱戀,全家兩逐臣。（此詩為譚延闿在保定為貽穀送行所作，貽穀和兄晉昌兩人皆遣戍四川，故有“全家兩逐臣”）。
- 直隸總督陳夔龍悼長白藹人將軍貽谷：本是同巢燕，移枝鳳有聲。黑頭堪作鎮，赤口忽燒城。獄急驂曾脫，天高鑒自明 （民國年間貽穀歿後，遜帝溥儀上諭開復原官）。略園師友盡，肝膽向誰傾？（陳夔龍和貽穀同隸榮文忠公門下）。
- 直隸總督陳夔龍得貽藹人同年京師書卻寄：得書遙夜憶良朋，病起西窗自剪燈。泛梗多時悲易水，種瓜今日老東陵。杜門盡有投羅雀，呼市幾無報赦蠅。聞說身完家未破，舊巢觸我夢觚棱。（君第宅為余舊居）。略園花木委蒿菜，當日平津信愛才。百劫不磨君尚在，萬方多難我銜哀。北門借寇慚留鑰，東閣吟何舍賦梅。傳語堯夫同一喜，爐邊煨柮撥寒灰。（堯甫同年杜門養疴）
- 請室書成事莫須，誰知世路更崎嶇。艱難險阻嘗都備，滿地豺狼善保軀。——直隸總督陳夔龍致長白貽藹人將軍
- 交情回首廿年中，四海傾心一孔融，劫後鶯花仍故國，狂來斗酒醉新豐，淒涼東閣誰知我，迢遞陽關合惱公，聞道詞臣新秉鉞，定教蒙俗鬯皇風。——直隸總督陳夔龍來童寨行館有懷貽藹人將軍同年疊前韻

## 家族墓
《永吉縣誌》記載，綏遠將軍滿洲烏雅氏貽穀祖墓，在吉林城東關門外九棵樹西，有碑二：
一為皇清敕封振威將軍依公諱昌阿神道碑（亦伊昌阿、依常阿、伊常阿，乾隆朝副都統，從一品振威將軍），一為皇清敕封武顯將軍瑪公諱爾漢神道碑（即貽穀八世祖瑪爾漢，康熙朝，正二品武顯將軍）,现存吉林文庙博物馆内。
到清末，貽穀家族墓被稱為吉林將軍衙門戶司“慶四大人”家的墳地（《昌邑區誌》），慶四大人即貽谷叔祖欽賜二品頂戴戶司掌關防副都統銜慶雲。烏雅氏後人在民國時改姓了吳，於是九棵樹的將軍墳就被俗稱為吳家墳。九一八事變爆發後，省城吉林淪陷，康德元年（1934年），吳家墳九棵樹被日本人毀掉，建成吉林神社，貽穀侄鐘岳代表吳雅氏全族向日本商人古財治八討要賠償無果。解放後，貽穀家族墓再由日本神社改建成今吉林市兒童公園。而貽穀本人和其妻妾墓則在今河北保定市易縣東白羊村，上書籌邊名臣綏遠將軍吉林貽穀之墓。

## 延伸阅读
[在维基数据编辑]
 《清史稿·卷453》，出自趙爾巽《清史稿》